# Bella (Szlovákia)
Bella (szlovákul Belá) község Szlovákiában, a Zsolnai kerületben, a Zsolnai járásban.

## Fekvése
Zsolnától 20 km-re keletre.

## Története
1378-ban „Bela” alakban említik először. Várna plébániájához tartozott, 1483-tól a sztrecsnói, később az óvári váruradalom része volt. 1483-ban „Belen”, 1496-ban „Bella” néven szerepel az írott forrásokban. Az itteni pásztorok Hunyadi Mátyástól kapták kiváltságaikat, melyeket 1496-ban II. Ulászló is megerősített. 1598-ban 34 háza állt. 1720-ban 27 volt az adózó háztartások száma. 1784-ben 265 házában 270 családban 1350 lakos élt.
A 18. század végén Vályi András így ír róla: „BELLA. Tót falu Trentsén Vármegyében, földes Ura Pongrácz Uraság, lakosai katolikusok, fekszik Krasznán felül két mértföldnyire, a’ hegyek közt egy völgyben. 1716. esztendőben Pongrátz Püspök építtetett itt templomot. Határbéli jó tulajdonságaira nézve, az első Osztályba tétettetett.”
1828-ban 245 háza és 2229 lakosa volt. Lakói erdei munkákkal, állattenyésztéssel, mezőgazdasággal foglalkoztak. A 19. században malom és szeszfőzde működött a községben.
Fényes Elek 1851-ben kiadott geográfiai szótárában így ír a faluról: „Béla, tót falu, Trencsén vgyében, egy völgyben szélyel szórva. Lakja 2187 kath., 71 zsidó. Kath. paroch. templom. Fenyves erdejéből és juhtartásból él. F. u. gr. Pongrácz. Ut. p. Zsolna.”
A trianoni diktátumig Trencsén vármegye Zsolnai járásához tartozott.

## Népessége
| Év:            | 1994. | 2004.   | 2014.   | 2024.   |
| -------------- | ----- | ------- | ------- | ------- |
| Emberek száma: | 3060  | 3346    | 3377    | 3266    |
| Eltérés:       |       | +9,34 % | +0,92 % | -3,28 % |

| Év:            | 2023. | 2024.   |
| -------------- | ----- | ------- |
| Emberek száma: | 3292  | 3266    |
| Eltérés:       |       | -0,78 % |

1910-ben 2536 lakosából 2510 anyanyelvű szlovák volt.
2001-ben 3303 lakosából 3265 szlovák volt.
2011-ben 3342 lakosából 3275 szlovák volt.
2021-ben 3338 lakosából 3249 (+3) szlovák, 1-1 magyar és ruszin, 16 (+5) egyéb és 71 ismeretlen nemzetiségű volt.

## Neves személyek
- Innen származott Czóbel Béla avantgárd festő édesapja.
- Innen származott Kubala László labdarúgó nagyanyja.
- Itt született 1881-ben Vas J. Jenő gyermekgyógyász.

## Nevezetességei
- Szent Mária Magdolna tiszteletére szentelt római katolikus temploma eredetileg 1683-ban épült késő-reneszánsz stílusban, mai formájába 1788-ban építették át.
- Haranglába a 19. század második felében épült.